# Чемпионат Южной Америки по шахматам
Чемпионаты Южной Америки по шахматам проводились с 1921 г.
Изначально этот турнир являлся соревнованием сильнейших южноамериканских шахматистов.
Начиная с 1951 г. соревнование на протяжении более 40 лет выполняло функцию зонального турнира (за исключением 1962 г., когда был проведен так называемый Латиноамериканский турнир).

## Хронологическая таблица
| Год         | Город                         | Победитель                                                      | Результат | Примечания                                 |
| ----------- | ----------------------------- | --------------------------------------------------------------- | --------- | ------------------------------------------ |
| 1921 / 1922 | Монтевидео                    | Грау, Роберто                                                   | 14 из 17  | Основная статья — Монтевидео 1921 / 1922   |
| 1925        | Монтевидео                    | Палау, Луис                                                     |           | Основная статья — Монтевидео 1925          |
| 1928        | Мар-дель-Плата                | Грау, Роберто                                                   | 13½ из 16 | Основная статья — Мар-дель-Плата 1928      |
| 1934        | Мар-дель-Плата                | Шварцман, Арон                                                  | 10½ из 13 | Основная статья — Мар-дель-Плата 1934      |
| 1934 / 1935 | Буэнос-Айрес                  | Пьяццини, Луис                                                  | 11½ из 16 | Основная статья — Буэнос-Айрес 1934 / 1935 |
| 1936        | Мар-дель-Плата                | Плеси, Исайас                                                   | 11½ из 15 | Основная статья — Мар-дель-Плата 1936      |
| 1937        | Сан-Паулу                     | Флорес, Родриго                                                 |           |                                            |
| 1938        | Рио-де-Жанейро                | Болбочан, Хулио Гимар, Карлос Фенольо, Вирхилио                 |           | Дополнительные соревнования не проводились |
| 1951        | Мар-дель-Плата / Буэнос-Айрес | Болбочан, Хулио Элисказес, Эрих                                 |           | Основная статья — Мар-дель-Плата 1951      |
| 1954        | Мар-дель-Плата / Буэнос-Айрес | Панно, Оскар                                                    |           |                                            |
| 1957        | Рио-де-Жанейро                | Панно, Оскар                                                    |           |                                            |
| 1960        | Сан-Паулу                     | Болбочан, Хулио                                                 |           |                                            |
| 1962 (*)    | Мар-дель-Плата                | Гарсиа, Раймундо                                                |           | Латиноамериканский турнир                  |
| 1963        | Форталеза                     | Россетто, Эктор                                                 |           |                                            |
| 1966        | Рио-Ондо                      | Болбочан, Хулио Мекинг, Энрике Панно, Оскар Фогельман, Альберто |           |                                            |
| 1969        | Мар-дель-Плата                | Найдорф, Мигель Панно, Оскар                                    |           |                                            |
| 1972        | Сан-Паулу                     | Мекинг, Энрике                                                  |           |                                            |
| 1975        | Форталеза                     | Сангинетти, Рауль                                               |           |                                            |
| 1978        | Трамандаи                     | Тройс, Франсиско                                                |           |                                            |
| 1982        | Морон                         | Кинтерос, Мигель                                                |           |                                            |
| 1985        | Корриентес                    | Кинтерос, Мигель Морович, Иван                                  |           |                                            |
| 1987        | Сантьяго                      | Милош, Жилберто                                                 |           |                                            |
| 1989        | Сан-Паулу                     | ван Римсдейк, Герман Суние Нето, Жайме                          |           |                                            |
| 1993        | Бразилиа                      | Гранда Суньига, Хулио                                           |           |                                            |
| 1995        | Сан-Паулу                     | Гранда Суньига, Хулио                                           |           |                                            |
| 1998        | Сан-Паулу                     | Лейтао, Рафаэль Милош, Жилберто Суние Нето, Жайме               |           |                                            |
| 2000        | Сан-Паулу                     | Лима, Дарси                                                     |           |                                            |
| 2001        | Сан-Паулу                     | Вескови, Джованни                                               |           |                                            |
| 2003        | Сан-Паулу                     | Лима, Дарси                                                     |           |                                            |
| 2005        | Сан-Паулу                     | Суние Нето, Жайме                                               |           |                                            |
| 2007        | Сан-Паулу                     | Лейтао, Рафаэль Суние Нето, Жайме                               |           |                                            |